# Die Welt des Orients
Die Welt des Orients. Wissenschaftliche Beiträge zur Kunde des Morgenlandes (WdO oder WeOr) ist eine Fachzeitschrift, die 1947 von dem Alttestamentler Martin Noth, dem Assyriologen Ernst Michel und dem Archäologen Walter Andrae gegründet wurde.
Die Zeitschrift enthält sowohl aktuelle Forschungsergebnisse der Orientalistik und deren Randgebieten, als auch einen ausführlichen Rezensionsteil.
Seit 2009 wird sie von Sebastian Grätz und Bernd Ulrich Schipper herausgegeben. Sie erscheint im Verlag Vandenhoeck & Ruprecht in Göttingen.